# 拉斯弗洛爾斯 (加利福尼亞州蒂黑馬縣)
拉斯弗洛爾斯（英語：Las Flores）是位於美國加利福尼亞州蒂黑馬縣的一個人口普查指定地區。

## 地理
拉斯弗洛爾斯的座標為40°04′19″N 122°09′28″W / 40.07194°N 122.15778°W，而該地最高點為海拔高度76米（即249英尺）。

## 人口
根據2010年美國人口普查的數據，拉斯弗洛爾斯的面積為0.926平方千米，均為陸地。當地共有人口187人，而人口密度為每平方千米201人。